# جون ماينارد ودورث
جون ماينارد ودورث (بالإنجليزية: John Maynard Woodworth)‏ هو طبيب عسكري وطبيب أمريكي، ولد في 15 أغسطس 1837 في Big Flats, New York ‏ في الولايات المتحدة، وتوفي في 14 مارس 1879 في واشنطن العاصمة في الولايات المتحدة.